# 九帶鮨
九帶鮨，為輻鰭魚綱鱸形目鱸亞目鮨科的其中一種，分布於東大西洋區，從英吉利海峽至南非海域，包括地中海及黑海西部海域，棲息深度5-500公尺，體長可達40公分，生活在大陸棚、大陸坡，為底棲性魚類，屬肉食性，以甲殼類、頭足類、魚類等為食，可做為食用魚、遊釣魚及觀賞魚。

## 擴展閱讀
維基物種上的相關：九帶鮨